# Mac App Store
De Mac App Store is een appstore voor programma's die ontwikkeld zijn voor het besturingssysteem OS X van het Amerikaanse bedrijf Apple. Het werd aangekondigd op 20 oktober 2010, ontwikkelaars konden hun programma's insturen vanaf 3 november 2010. Op 6 januari 2011 werd de Mac App Store uitgerold naar alle gebruikers van Mac OS X 10.6 door middel van een update.